# Megaselia perdistans
Megaselia perdistans är en tvåvingeart som först beskrevs av Schmitz 1924.  Megaselia perdistans ingår i släktet Megaselia och familjen puckelflugor. Inga underarter finns listade i Catalogue of Life.